# Lassie (televíziós sorozat, 1997)
A Lassie 1997-ben indult kanadai televíziós sorozat. Az azonos című 1954-es sorozat remake-je, elődjéhez hasonlóan Eric Knight Lassie hazatér című 1940-es regényének adaptációja. Kanadában a YTV, az Amerikai Egyesült Államokban az Animal Planet sugározta. 
A sorozatból három évad készült, összesen 52 epizóddal. 1999-ben törölték a műsorról.

## Történet
A skót hegyvidék erdeiben, vízmosáson, vadcsapáson át egy kutya vándorol dél felé. 400 mérföldes út áll még előtte, mielőtt szerető gazdáját viszontláthatná. Lassie skót juhászkutya, éhezve, átfagyva és kimerülten vonszolja magát a célja felé. Mindennek hátterében egy családi tragédia áll: Joe édesapja ugyanis munkanélkülivé vált, ezért még a kutyát is kénytelen volt eladni, amikor új lehetőség adódott számára. A fiatal, mindössze 12 éves Joe ezt megérti, de nehéz szívvel válik meg barátjától. Szíve mélyén pedig sosem adta fel a reményt, hogy egyszer újra találkozhat kutyájával.

## Háttér
A filmtörténet egyik leghíresebb kutyasztárja Lassie. Valójában több kutyáról van itt szó, pályafutása több mint 50 évében, leszármazottainak már a nyolcadik nemzedéke áll a kamera elé. Alakja, mint bátor és hűséges kutya mintaképe, 1940-ben született meg Eric Knight képzeletében. A történetet szinte a Föld minden országának nyelvére lefordították, s számos olvasó szemébe csalt könnyeket. Az első filmváltozat sem váratott sokáig magára, már 1943-ban látható volt a filmszínházakban. Az akkori gyermeksztár Elizabeth Taylor volt. Sikere a várakozásokon felüli lett. Sőt vetélytársát néhány évtized alatt szinte lepipálta, így Rin Tin Tin-nek össze kellett szednie magát. Tucatnyi játékfilm készült róla, a legutolsó 2005-ben. 600-nál is több tévésorozat-epizódban tűnt fel az 50 év leforgása alatt. Készült róla még rajzfilm és hangjáték is. A legtöbb munka azonban már nagyon kevés olyan esetet tartalmaz, amely az eredeti Knight történetben is szerepel.

## Epizódok
- 1. A nagy szökés
- 2. Lassie hazatér
- 3. A mocsári szörny
- 4. A fogadás
- 5. A lódoktor
- 6. A kerékpárverseny
- 7. Timmy születésnapja
- 8. Lassie eltűnik
- 9. A cubai szivarok
- 10. Indul a szezon
- 11. A viszály
- 12. egy szokványos nap
- 13. A zsákba macska
- 14. Az igazi édes, nemes, új sport
- 15. A címlap kutya
- 16. Elhamarkodott ítélet
- 17. Apák és fiuk
- 18. Fiúk, lányok
- 19. A Hudson Falls-i bűnténysorozat
- 20. Az új fiú
- 21. Az indiánok földjén
- 22. A nagy emu vadászat
- 23. Térkép sem jelzi
- 24. Az elveszett kutya
- 25. Zavarodott juhászkutya
- 26. Lassie akták
- 27. Apa órája
- 28. Felelősség
- 29. Liba galiba
- 30. A zajos kísértet
- 31. Mint a szél
- 32. A lánclevél
- 33. Majomkodás
- 34. Vonatok, csónakok, repülők 1. rész
- 35. Vonatok, csónakok, repülők 2. rész
- 36. Embervadászat
- 37. Állatterápia
- 38. Csodás kegyelet
- 39. Polgármester egy napig
- 40. Sam Dupree
- 41. Veszett kutya
- 42. Lógás
- 43. Mi újság?
- 44. A jó szomszéd
- 45. Aki farkast kiáltott
- 46. Titkok és hazugságok
- 47. Az új kutya
- 48. Tollas barátok
- 49. A nagy szökés
- 50. Medve-kedvenc
- 51. Az évzáró 1. rész
- 52. Az évzáró 2. rész